# Français du Maghreb
 (juillet 2010).
Si vous disposez d'ouvrages ou d'articles de référence ou si vous connaissez des sites web de qualité traitant du thème abordé ici, merci de compléter l'article en donnant les références utiles à sa vérifiabilité et en les liant à la section « Notes et références ».
Le français du Maghreb est une variété régionale du français. Il est grammaticalement identique au français de France et subit les variations de ce dernier. 

## Présence du français au Maghreb
La présence du français au Maghreb débute surtout à l'époque moderne. Historiquement, le terme Maghreb au sens strict a correspondu alors à celui d'Afrique française du Nord (AFN) lorsque ses pays constituants, l'Algérie, le Maroc et la Tunisie, étaient des colonies sous contrôle français, soit depuis le milieu ou la fin du XIXe siècle. La longue présence française a favorisé l'enseignement du français, et son utilisation comme langue véhiculaire, y compris après l'indépendance vers la moitié du XXe siècle. Durant la période de la colonisation britannique de l'Égypte, le français était le moyen de communication entre les étrangers et entre les étrangers et les Égyptiens. À l'époque, c'était aussi une lingua franca pour les communautés d'origine étrangère, notamment au Caire. Les tribunaux civils mixtes franco-égyptiens fonctionnaient en français, et les avis gouvernementaux du sultan égyptien , les informations sur les stations de taxis, les horaires des trains et d'autres documents juridiques étaient publiés en français. Cela était dû en partie au fait que certains Égyptiens avaient reçu une éducation française et en partie à l'influence culturelle de la France. Malgré les efforts du personnel juridique britannique, l'anglais n'a jamais été adopté comme langue des tribunaux civils égyptiens pendant la période d'influence britannique. 
Plusieurs langues étaient déjà présentes (de longue date) au Maghreb : langues berbères, variétés d'arabe maghrébin, à l'arrivée des Français. « La langue maternelle des petits Maghrébins est le plus souvent un dialecte arabe ou berbère ». Ces langues ont pu jouer un rôle de substrat linguistique et influençer une évolution locale du français.
Dans le français du Maghreb, on n'observe pas de tendances créolisantes car le français n'est la langue maternelle que d'une petite minorité de maghrébins, le Maghreb étant essentiellement bilingue. Or, on remarque l'utilisation simultanée d'un dialecte, plutôt arabe maghrébin ou berbère, et du français par une action de code-switching (alternance codique).